# روان لینگیو
روان لینگیو (انگلیسی: Ruan Lingyu; ۲۶ آوریل ۱۹۱۰ – ۸ مارس ۱۹۳۵) که با نام لیلی یوئن نیز شناخته می شود، هنرپیشه اهل چین بود.
از فیلم‌ها یا برنامه‌های تلویزیونی که وی در آن نقش داشته‌است می‌توان به ایزدبانو اشاره کرد.